# Chthonius paolettii
Espèce
Chthonius paolettii est une espèce de pseudoscorpions de la famille des Chthoniidae.

## Distribution
Cette espèce est endémique de Vénétie en Italie,. Elle se rencontre dans la grotte Grotta degli Escalini à Valstagna.

## Description
La femelle holotype mesure 1,3 mm.

## Étymologie
Cette espèce est nommée en l'honneur de Maurizio Paoletti.

## Publication originale
- Beier, 1973 : Zwei neue höhlenbewohnende Chthoniiden aus Oberitalien. Annalen des Naturhistorischen Museums in Wien, vol. 77, p. 159-161 (texte intégral).